# Педро Веларде
Педро Веларде и Сантилян (на испански: Pedro Velarde y Santillán) (Мариедас, Кантабрия, 25 октомври 1779 - Мадрид, 2 май 1808) е капитан от испанската артилерия, един от ръководителите и героите на въстанието на жителите на Мадрид против окупацията на града от войските на френския император Наполеон I.

## Биография
Веларде постъпва в Артилерийската академия в Алкасар де Сеговия през 1793 г. Завършва академията като един от най-добрите и през 1799 г. му е присвоено званието младши лейтенант. Веларде участва във войната с Португалия през 1800 г. и е повишен в лейтенант на следващата година. След войната Веларде се завръща в Артилерийската академия и работи като преподавател по математика и балистика. През 1806 г. е назначен за секретар на Артилерийския корпус.
Едно от поделенията, присъединило се към въстаниците на 2 май, е това на артилеристите от казармата Монтелеон. По време на въстанието против френските войски, Веларде и 37 войници защитават сградите на казармата. Веларде, заедно с Луис Даоис де Торес и повечето войници, загива в боя.